# Dmitri Glukhovski
Dmitri A. Glukhovski (em russo:  Дмитрий Глуховский), é um autor e jornalista russo nascido em 12 de julho de 1979. Glukhovski começou a carreira de escritor em 2002, publicando seu primeiro romance, Metro 2033. Mais tarde, seu livro deu origem ao game de mesmo nome para as plataformas Xbox 360 e PC. Devido ao sucesso do game, Dmitri escreveu o script do game da sequência - Metro Last Light - e, atualmente, escreve o roteiro do próximo jogo da franquia, a ser anunciado em breve pela produtora ucraniana 4A Games. 
Como jornalista, Dmitri Glukhovski trabalhou para a TV EuroNews, na França. Em 2008-2009, ele trabalhou numa rádio russa chamada Mayak Radio Station. Atualmente, escreve colunas para as revistas Harper’s Bazaar e Playboy.  
Já morou em Israel, Alemanha e França e fala inglês, francês, alemão e espanhol como o seu russo nativo.

## Livros

### Metro 2033
Lançado em 2002, foi publicado on-line, e devido ao rápido sucesso, em 2005 foi impresso e vendido nas livrarias russas onde se tornou um best-seller internacional. Em 2007, Glukhovski foi premiado com o Prêmio Europeu de Ficção Científica, em Copenhague, por seu trabalho em Metro 2033. Em 2009, cerca de 400.000 copias de Metro 2033 foram vendias somente na Rússia. Fora da Rússia, o livro foi traduzido e vendido em mais de 20 países. Recentemente, Glukhovski afirmou que pretende vender os direitos de filmagem de Metro 2033 a algum estúdio de Hollywood.

### Metro 2034
Metro 2034, é uma sequência indireta de Metro 2033. Vendeu cerca de 300 mil cópias em apenas 6 meses, ficando no topo da lista dos mais vendidos em 2009. 